# Gromo
Gromo là một đô thị ở tỉnh Bergamo trong vùng Lombardia của nước Ý, có vị trí cách khoảng 80 km về phía đông bắc của Milano và khoảng 35 km về phía bắc của Bergamo. Tại thời điểm ngày 31 tháng 12 năm 2004, đô thị này có dân số 1246 người và diện tích là 20 km².
Đô thị Mezzoldo có các frazioni (đơn vị cấp dưới, chủ yếu là các làng) Boario, Spiazzi, Ripa, Nasolino, và Oneta.
Mezzoldo giáp các đô thị: Ardesio, Gandellino, Oltressenda Alta, Valbondione, Valgoglio, Vilminore di Scalve.